# セント・オブ・ウーマン/夢の香り
『セント・オブ・ウーマン/夢の香り』（原題: Scent of a Woman）は、1992年に製作されたアメリカ映画。盲目の元軍人を演じたアル・パチーノがアカデミー主演男優賞を受賞した。

## 概要
人生に悲観し、ふて腐れた孤独な盲目の退役軍人が、自身もトラブルを抱え人生の選択に迫られている心優しい青年との数日間の交流を通じて、自分の人生を見つめ直し、新たな希望を見出すまでを描いたヒューマンドラマ。
アル・パチーノのまったく瞳を動かさない壮絶な演技と、タンゴ・プロジェクトによる「ポル・ウナ・カベサ」をバックにした、ガブリエル・アンウォーとのタンゴ・ダンスシーンが印象的。
のちにアカデミー主演男優賞を受賞することになるフィリップ・シーモア・ホフマンが、主人公と別の道を選択する級友を演じている。
本作はイタリアの作家ジョヴァンニ・アルピーノの小説 Il buio e il miele （「闇と蜂蜜」の意）を元にボー・ゴールドマンが自身の経験を加味して脚色した。同原作の映画化としては1974年のイタリア映画『女の香り』がある。イタリア版では、ヴィットリオ・ガスマンが退役軍人の役を演じており、1974年度のカンヌ映画祭男優賞を受賞している。

## ストーリー
アメリカのボストンにある全寮制名門高校に奨学金で入学した苦学生チャーリーは、裕福な家庭の子息ばかりの級友たちとの齟齬を感じつつも無難に学校生活を過ごしていた。感謝祭の週末、クリスマスに故郷オレゴンへ帰るための旅費を稼ぐためチャーリーはアルバイトに出ることになっていた。そのアルバイトとは姪一家の休暇旅行への同伴を拒否する盲目の退役軍人フランク・スレード中佐の世話をすること。とてつもなく気難しく、周囲の誰をも拒絶し、離れで一人生活する毒舌家でエキセントリックなフランクにチャーリーは困惑するが、報酬の割の良さと中佐の姪カレンの熱心な懇願もあり、引き受けることにする。
感謝祭の前日、チャーリーは同級生のハヴァマイヤーたちによる校長の愛車ジャガー・XJSに対するイタズラの準備に遭遇。生徒たちのイタズラに激怒した校長から犯人たちの名前を明かすなら超一流大学（ハーバード）への推薦、断れば退学の二者択一を迫られ、感謝祭休暇後の回答を要求される。チャーリーは同級生を売りハーバードへ進学するか、黙秘して退学するかで苦悩しながら休暇に入ることになった。
中佐はそんなチャーリーをニューヨークに強引に連れ出し、ウォルドルフ・アストリアホテルに泊まり、“計画”の手助けをしろ、という。チャーリーはニューヨークで、中佐の突拍子もない豪遊に付き合わされるはめになる。高級レストランで食事をし、スーツも新調し、美しい女性とティーラウンジで見事にタンゴのステップを披露したかと思うと、夜は高級娼婦を抱く。だがチャーリーは、共に過ごすうちに中佐の人間的な魅力とその裏にある孤独を知り、徐々に信頼と友情を育んでいく。
旅行の終りが迫ったころ、中佐は絶望に突き動かされて、“計画”―拳銃での自殺を実行しようとするが、チャーリーは必死に中佐を引き止め、思いとどまらせる。ふたりは心通わせた実感を胸に帰途につくことができた。
しかし、休暇開けのチャーリーには、校長の諮問による公開懲戒委員会の試練が待っていた。チャーリーは、全校生徒の前で校長の追及によって窮地に立たされるが、そこに中佐が現れ、チャーリーの「保護者」として彼の高潔さを主張する大演説を打ち、見事にチャーリーを救うのだった。満場の拍手の中、中佐はチャーリーを引き連れ会場を後にする。
再び人生に希望を見いだした中佐と、これから人生に踏み出すチャーリーのふたりは、また新しい日常を歩み始めるのだった。

## キャスト
※括弧内は日本語吹替
- フランク・スレード中佐 - アル・パチーノ（野沢那智）
- チャーリー・シムズ - クリス・オドネル（江原正士）
- トラスク校長 - ジェームズ・レブホーン（納谷六朗）
- ドナ - ガブリエル・アンウォー（沢海陽子）
- ジョージ・ウィリス・Jr - フィリップ・シーモア・ホフマン（真地勇志）
- ハリー・ハヴマイヤー - ニコラス・サドラー（子安武人）
- カレン・ロッシ - サリー・マーフィ（井上喜久子）： フランクの姪
- ランディ・スレード - ブラッドリー・ウィットフォード（荒川太朗）： フランクの甥
- W・R・スレード - リチャード・ヴェンチャー（峰恵研）： フランクの兄
- マニー - ジーン・キャンフィールド（峰恵研）： リムジン運転手
- ゴア巡査 - ロン・エルダード（星野充昭）
- クリスティーン・ダウンズ教諭 - フランセス・コンロイ

その他の日本語吹き替え：久保田民絵、田原アルノ、星野充昭、真殿光昭
日本語吹替スタッフ
演出：中野寛次、翻訳：小川裕子、調整：オムニバス・ジャパン、制作：東北新社

## 受賞／ノミネート
- 第65回アカデミー賞
  - 受賞・・・主演男優賞
  - ノミネート・・・作品賞／監督賞／脚色賞
- 第50回ゴールデングローブ賞
  - 受賞・・・主演男優賞（ドラマ部門）／作品賞（ドラマ部門）／脚本賞
  - ノミネート・・・助演男優賞

## 女性の香り
中佐が言及した、作中で登場した女性の着けていた香り
- フローリス（英語版） - 270年の歴史を持つ英国王室御用達の香水ブランド。NY行きの飛行機で出会うスチュワーデス・ダフネが、このブランドのコロンをつけている。[2]
- オグリビーシスターズ・ソープ - アメリカの自然原料によるハンドメイドソープメーカー[3]。中佐のタンゴのパートナーとなる若い女性・ドナが、祖母から贈られたこの石鹸を使っている。
- フルール・ドゥ・ロカーユ（Fleurs de Rocaille） - フランスの香水ブランド「キャロン」の香水。1993年に再構成されている。映画のラスト近く、中佐に声をかける女性教授が身につけている。香水名は、「石の花」あるいは「岸辺の花（Flowers from a brook）」の意味。
- ミツコ - フランスの香水ブランド「ゲラン」の代表作。中佐がニューヨークへの旅の途中に立ち寄る兄の家の感謝祭のパーティで、中佐の甥の妻が身につけている。中佐曰く、「満たされない女性がつける香り。」